# Pecom 64
Il Pecom 64 è un home computer utilizzato in ambito didattico prodotto dalla Elektronska Industrija Niš in Serbia nel 1985.
Adotta una CPU CDP 1802B 5V7 operante alla frequenza di 5 MHz.

## Specifiche
- CPU: CDP 1802B 5V7 con frequenza di 5 MHz
- ROM: 16 kB, opzionale espansione di 16 KB contenente un editor ed il linguaggio Assembler
- RAM: 64 KB
- Chip Video: VIS (Video Interface System) CDP1869/CDP1870
- Memoria di massa: registratore a cassette
- Display: 8 colori, modo testo con 24 linee da 40 caratteri; modo pseudo-grafico
- Suono: 1 canale con estensione di 8 ottave, 16 livelli di volume, effetti speciali.
- Porte I/O: connettore per registratore a cassette, uscita video RF e composito, RS-232 e connettore d'espansione